# L'isola delle svedesi
 L’isola delle svedesi  è un film del 1969 diretto da Silvio Amadio.

## Trama
Manuela, dopo un litigio con il proprio compagno Maurizio, si rifugia su un'isola del Mediterraneo, dove raggiunge l'amica Eleonora, che qui è andata a vivere in relativo isolamento. Tra le due amiche con il tempo si sviluppa una intensa passione lesbica, che viene messa però in crisi dall'arrivo di Maurizio, che non accetta di essere stato abbandonato da Manuela e vuole convincerla a tornare con sé. L'insistenza di Maurizio porta Eleonora, gelosa dell'uomo, a ucciderlo, per venire poi a sua volta assassinata dall'amica.
Il ritorno di Maurizio sull’isola segna l’inizio della fine per l’armonia che si era creata tra Manuela ed Eleonora. Sebbene Manuela cerchi di mantenere una certa distanza emotiva, l’intrusione di Maurizio destabilizza la nuova relazione, riaccendendo in lei vecchi conflitti interiori e dubbi sulla sua identità e il suo desiderio. Maurizio, non disposto ad accettare il rifiuto, diventa sempre più possessivo, costringendo Manuela a confrontarsi con il suo passato.
La gelosia di Eleonora, alimentata dalla crescente tensione, sfocia in un atto drammatico quando decide di uccidere Maurizio, sentendo la sua presenza come una minaccia alla loro intimità. Dopo l’omicidio, il film raggiunge un punto culminante quando, in un gesto di disperazione e paura, Manuela, ormai sopraffatta dalla situazione, uccide Eleonora. Il film si conclude con Manuela che, da sola sull’isola, riflette sul tragico epilogo delle sue scelte, lasciando lo spettatore con una sensazione di impotenza e di tragica incomunicabilità.

## Produzione
Il film L'isola delle svedesi (1969) è stato diretto dal regista italiano Silvio Amadio, noto per la sua esperienza nel cinema erotico e drammatico degli anni '60 e '70.  
Le riprese del film si sono svolte principalmente in località isolate del Mediterraneo, contribuendo a creare l'atmosfera intimista e sensuale che caratterizza la storia. L'isola, simbolo di rifugio e isolamento, gioca un ruolo cruciale nel delineare la psicologia dei personaggi e nel rafforzare il tema del conflitto interiore. 
La colonna sonora del film è stata composta da Franco Micalizzi, la cui musica contribuisce ad accentuare le tensioni emotive e il dramma crescente tra i protagonisti.

## Distribuzione
La pellicola è stata distribuita in Italia e in diversi paesi europei, ottenendo una buona accoglienza da parte del pubblico interessato ai temi della sessualità e della psicologia dei personaggi, sebbene non abbia ottenuto un ampio riconoscimento a livello internazionale.

## Critica
(FilmTv.it)